# Hatsune Miku: Project DIVA F
Hatsune Miku: Project DIVA ƒ (初音ミク Project DIVA ƒ) è un videogioco musicale creato da SEGA e Crypton Future Media, uscito nel 2012 per PlayStation Vita e PlayStation 3. Quinto gioco della serie Hatsune Miku: Project DIVA, è stato pubblicato il 30 Agosto 2012. La versione per PlayStation 3, Hatsune Miku: Project DIVA Ƒ ("F" maiuscola invece che "ƒ" minuscola della PlayStation vita) è stato pubblicato il 7 Marzo 2013. La versione PS3 è stata rilasciata in Nord America, in versione fisica e digitale, il 27 Agosto 2013, mentre in Europa il 4 Settembre 2013 ma solo in versione digitale.
In giugno 2012, la Sony ha presentato il gioco all'E3 2012 sotto il nome di Hatsune Miku. Il gioco permette di utilizzare le canzoni create usando i programmi Vocaloid distribuiti da Crypton e Yamaha e i loro personaggi, di cui la più nota è Hatsune Miku. Project DIVA F è il primo gioco della serie per più piattaforme, il che comporta qualche differenza tra le versioni. Il gioco è seguito da Hatsune Miku: Project DIVA F 2nd, rilasciato per PS3 e PSVita il 27 Marzo 2014 in Giappone e novembre 2014 in America ed Europa.

## Modalità di gioco
Il gioco mantiene il gameplay di base della serie, si aggiungono le stelle ai simboli di croce,cerchio,quadrato e frecce. Le stelle rappresentano le levette analogiche (potete usare quella che volete), invece di tutti gli altri tasti che andranno schiacciati, questo dovrà essere spostato, o nella versione PSVita, si può scegliere tra il tocco del touch screen, la levetta analogica o il touch pad posteriore.
La Chance Time è stata modificata, nella technical zone spesso è composta solo da stelle, ma in alcune canzoni ci saranno anche i normali tasti. Un contatore in alto a sinistra dello schermo scala per ogni stella presa, se la combo viene completata ininterrottamente rilascerà un bonus.
Ulteriore aggiunta al gioco è l'opzione DIVA Room, consiste nel:
'Coccolare' i personaggi aumentando così il loro affetto;
Giocare a una versione più avanzata di sasso, carta, forbici;
Decorare la stanza dei personaggi, grazie ad alcuni oggetti sbloccabili saranno a disposizione nuove interazioni o minigiochi.
Altra aggiunta è l'Edit Mode, dove è possibile creare il proprio video giocabile. Le canzoni possono essere caricate dal proprio lettore musicale o una qualsiasi chiavetta leggibile dalla console, o più semplicemente usare quelle già nel gioco. Sono disponibili vari sfondi sbloccabili, un massimo di 3 personaggi per video e molte azioni da loro svolgibili e modificabili grazie all'editor oltre una serie di oggetti, espressioni e il necessario per rendere giocabile il video (il video ha una capacità massima di modifiche). Oltretutto, terminato l'editor, è possibile caricare il video sul sito e scaricare video creati da altri giocatori, questi verranno salvati sul gioco e sarà possibile cancellarli in qualsiasi momento.
Ultimo Surplus del gioco è il photo studio dove è possibile fotografare i personaggi con ogni tipo di modulo, sfondo o posa a nostra disposizione.
Il gioco presenta miglioramenti grafici rispetto ai predecessori, quali l'elaborazione dell'illuminazione della PlayStation Vita rispetto alla PlayStation Portable, nelle animazioni dei personaggi come i movimenti dei capelli,di alcuni oggetti di vestiario e delle espressioni.

## Sviluppo
Lo sviluppo del gioco è iniziato nel 2011, appena dopo l'uscita del suo predecessore nella serie, Hatsune Miku: Project DIVA Extend. Il gioco è stato creato dallo stesso team di sviluppo della serie per PlayStation Portable e per Arcade. Il giorno di natale nel 2011, la new entry della serie Project DIVA, è stato rilasciato un video scherzo su YouTube dove Miku Hatsune canta due diverse canzoni e le parole Coming 2012 alla fine del trailer. Il 9 Aprile 2012, Sega annuncia in un sito fasullo, la prossima uscita del nuovo capitolo di Project DIVA per il 12 Aprile 2012.
Il gioco è stato ufficialmente rivelato il 12 Aprile 2012 come gioco per multipiattaforma, PlayStation Vita e 3, il debutto su più piattaforme, poiché Dreamy Theater, anche se precedente, non è ancora totalmente per ps3. Il più recente trailer mostra la nuova funzione chiamata Photo Studio.
Lo sviluppo è stato incentrato sulla PlayStation Vita, motivo per cui il rilascio per PS3 ne è successivo. Il rilascio per la versione Vita del gioco, è stato annunciato il 20 Agosto 2012 in un magazine giapponese, Dangeki PlayStation.
Il gioco è stato presentato in uno stand al Electronic Entertainment Expo 2012, dove hanno dato modo di provare una parte del gioco. Il gioco mette in primo piano due canzoni, una di queste è Senbonzakura. La demo è stata usata per verificare l'interesse al gioco quindi per la localizzazione. Il 7 marzo 2013, giorno del rilascio della versione per PS3 giapponese, SEGA pubblica un'immagine di Miku sulla sua pagina di Facebook, chiede ai fan di mettere 'mi piace' e condividere se volevano vederla nella versione PS3 occidentale. 6 giugno 2013, SEGA conferma che il gioco verrà rilasciato in occidente per agosto 2013. Una versione per il Nord America è annunciata come per l'Europa ma in versione digitale su PlayStation Network. Diva f per PlayStation Vita viene annunciato a novembre del 2013 per il Nord America e nel 2014 per l'Europa.